# Ponera pellita
Ponera pellita är en orkidéart som beskrevs av Heinrich Gustav Reichenbach. Ponera pellita ingår i släktet Ponera och familjen orkidéer. Inga underarter finns listade i Catalogue of Life.